# 小林良彰
小林 良彰（こばやし よしあき、1954年12月6日 - ）は、日本の政治学者。慶應義塾大学名誉教授。専門は政治学・政治過程論・政治理論。第22期日本学術会議副会長。

## 略歴
東京都出身。慶應義塾大学法学部政治学科、同大学院法学研究科博士課程単位取得退学、法学博士。慶應義塾大学専任講師、助教授を経て1991年より教授。この間、ミシガン大学、プリンストン大学、カリフォルニア大学バークレー校、ケンブリッジ大学ダウニング校、シカゴ大学で研究や教育に従事。2020年慶應義塾大学法学部定年退職、同大学名誉教授。
21世紀COEプログラム「多文化多世代交差世界の政治社会秩序形成（平成15年度採択-）」拠点リーダー、日本政治学会理事長、日本選挙学会理事長、公共選択学会会長、日本学術会議副会長などを歴任。

## 社会的活動
- 日本選挙学会理事長（2002年 - 2004年）
- 日本政治学会理事長（2006年 - 2008年）
- 公共選択学会会長（2012年 - 2015年）
- 人事院国家公務員採用Ⅰ種試験専門委員（1998年 - 2000年、2008年 - 2011年）
- 人事院国家公務員採用総合職試験専門委員（2012年 - 2017年）
- 科学技術振興機構科学技術論文発信流通促進事業推進委員会委員長（2010年 - 2012年）
- 日本学術会議第一部幹事（第20期）
- 日本学術会議第一部部長（第21期）
- 日本学術会議副会長（第22期）[3]

## 受賞歴
- Singapore CMO Asia, Asia's Education Excellence Awards（2018年）
- 政治研究桜田会賞金賞（1987年）
- 義塾賞（1985年）

## 著書

### 単著
- 『計量政治学』（成文堂, 1985年）
- 『公共選択』（東京大学出版会, 1988年）
- 『現代日本の選挙』（東京大学出版会, 1991年）
- 『選挙制度――民主主義再生のために』（丸善, 1994年）
- 『現代日本の政治過程――日本型民主主義の計量分析』（東京大学出版会, 1997年）
- 『選挙・投票行動』（東京大学出版会, 2000年）
- 『制度改革以降の日本型民主主義』（木鐸社,2008年）
- 『政権交代――民主党政権とは何であったのか』（中公新書,2012年）
- Malfunctioning Democracy in Japan-Quantitative Analysis in a Civil Society（Lexington Books、2012年）

### 編著
- 『政治過程の計量分析』（芦書房, 1991年）
- 『日本人の投票行動と政治意識』（木鐸社, 1997年）
- 『地方自治の実証分析――日米韓3ヵ国の比較研究』（慶應義塾大学出版会, 1998年）
- 『慶應義塾大学法学部政治学科開設百年記念講座(3) 日本政治の過去・現在・未来』（慶應義塾大学出版会, 1999年）
- 『社会科学の理論とモデル（全12巻）』（東京大学出版会, 2000年-2002年）
- 『日本における有権者意識の動態』（慶應義塾大学出版会, 2005年）
- 『地方自治体をめぐる市民意識の動態』（慶應義塾大学出版会, 2005年）
- 『子どもの幸福度』（ぎょうせい, 2015年）
- 『代議制民主主義の計量分析』（木鐸社、2016年）

### 共著
- （新川達郎・佐々木信夫・桑原英明）『アンケート調査にみる地方政府の現実――政策決定の主役たち』（学陽書房, 1987年）
- （桜井真・竹中平蔵・薬師寺泰蔵）『日本経済「知」の処方箋――新ソフトノミックスの時代』（TBSブリタニカ, 1987年）
- （Jong Jun and Deil Wright edits.）Globalization & Decentralization : Institutional Contexts, Policy Issues, and Intergovernmental Relations in Japan 　 and the United States,（Georgetown University Press, 1996年）
- （Fukashi Horie and Masaru Nishio edits.） Future Challenges of Local Autonomy in Japan, Korea, and the United States : Shared Responsibilities between    National and Sub-national Governments,(National Institute for Research Advancement, 1997年)
- （名取良太）『地方分権と高齢者福祉――地方自治の展開過程』（慶應義塾大学出版会, 2004年）
- （National Institute for Research Advancement and National Academy of Public Administration edits.） The Challenge to New Governance in the Twenty-First Century : Archiving Effective Central-Local Relations,( National Institute for Research Advancement, 1999年）
- （Keith Hoggart and Terry Clark edits.）,Citizen Responsive Government,(Emerald Group Publishing Limited, 2007年）
- （中谷美穂・金宗郁）『地方分権時代の市民社会』（慶應義塾大学出版会, 2008年）
- （岡田陽介・鷲田任邦・金兌希）『代議制民主主義の比較研究－日米韓３カ国における民主主義の実証分析』（慶應義塾大学出版会、2014年）
- （Terry Clark, edit.）,Can Tocqueville Karaoke? : Global Contrasts of Citizen Participation, the Arts and Development, （Emerald Group Publishing Limited､2014年）
- （Nathan Batto, Chi Huang, Alexander Tan and Gary Cox, edits.）, Mixed-Member Electoral Systems in Constitutional Context: Taiwan, Japan, and Beyond, University of Michigan Press, 2016
- （Gill Steel, edit.）, Beyond the Gender Gap in Japan, University of Michigan Press, 2019

### 共編著
- （テリー・ニコルス・クラーク）『地方自治の国際比較――台頭する新しい政治文化』（慶應義塾大学出版会, 2001年）
- （金泰昌）『公共哲学（14）リーダーシップから考える公共性』（東京大学出版会, 2004年）
- （任赫伯）『日本と韓国における政治とガバナンス――変化と持続』（慶應義塾大学出版会, 2004年）
- （渋沢雅英・山本正）『シヴィル・ソサエティ論――新しい国づくりを目指して』（慶應義塾大学出版会, 2005年）
- （任赫伯）『市民社会における政治過程の日韓比較』（慶應義塾大学出版会, 2006年）
- （富田広士・粕谷祐子）『市民社会の比較政治学』（慶應義塾大学出版会, 2007年）
- Government and Participation in Japanese and Korean Civil Society, co-edited, Bokutaku Publisher, May. 2010
- Bureaucracy and Bureaucrats in Japanese and Korean Civil Society, co-edited, Bokutaku Publisher, May. 2010

### 翻訳（共訳）
- 『現代メキシコの政治』（敬文堂、1981年）（原題、Pablo Gonzalez y Casanova,La Democracia en Mexico：西語)
- 『政治変動論』（芦書房、1984）（原題、Charles Tilly, From Mobilization and Revolution：英語）
- 『比喩によるモラルと政治－米国におけるモラルと政治－』（木鐸社、1998年）（原題、Moral Polictics-What Conservatives Know That Liberals Don't：英語）

## 出演
- 『ビデオニュース・ドットコム』